# Tratado de Fredrikshamn

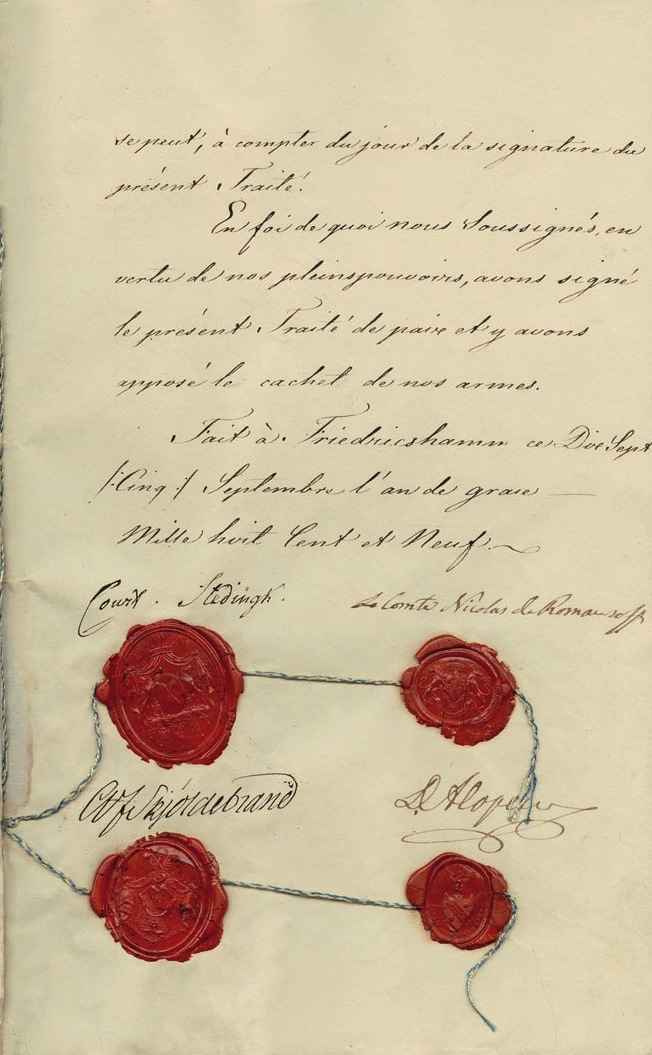
Firma del Tratado de Fredrikshamn.

El Tratado de Fredrikshamn, también conocido como Tratado de Hamina (en finés: Haminan rauha, en sueco: Freden i Fredrikshamn) fue un tratado de paz entre Suecia y el Imperio ruso, firmado el 17 de septiembre de 1809. El tratado marcó el final de la guerra finlandesa y se firmó en la ciudad de Hamina (en sueco: Fredrikshamn). Los representantes de Rusia fueron Nikolai Rumyantsev y David Alopaeus (el embajador ruso en Estocolmo), y los de Suecia el general de Infantería Kurt von Stedingk (exembajador sueco en San Petersburgo) y el coronel Anders Skjöldebrand.
Según el tratado, Suecia cedía parte de las provincias de Laponia y Västerbotten (al este del río Torne y del río Muonio), Åland y todas las provincias al este a partir de ese punto. Los territorios cedidos constituirían el Gran Ducado de Finlandia; en 1812, se sumaron las provincias de Carelia y pequeñas porciones de Uusimaa y Savonia (más tarde denominada Antigua Finlandia), que los rusos habían conquistado durante el siglo XVIII, y conformaron el Condado de Viborg. Junto con la Dieta de Porvoo (1809) y el Juramento de Soberanía, el Tratado de Fredrikshamn fue la piedra angular de la autonomía del Gran Ducado, ya que le permitió tener su propia administración e instituciones. Como consecuencia, se desencadenó el inicio de un desarrollo que revivaría la cultura finlandesa, populizaría el idioma finés y llevaría a la independencia de Finlandia en diciembre de 1917.
En el tratado se añadió una referencia a la promesa del emperador Alejandro de conservar las antiguas leyes y privilegios en Finlandia, pero no se incluyeron garantías formales de la posición legal de los habitantes de la nación. Los rusos se negaron a agregarlas y los suecos no estaban en una posición adecuada para insistir, aunque en esa época este tipo de cláusulas eran comunes en los tratados de paz. Noventa años más tarde, durante la Rusificación de Finlandia, el gobierno ruso sostuvo que el tratado no había sido violado y por lo tanto ningún partido externo tenía el derecho de intervenir en una cuestión que concernía únicamente al emperador que había garantizado la promesa original. 
Durante las negociaciones, los representantes de Suecia protestaron enérgicamente por la pérdida de las islas Åland, «los puestos avanzados de Estocolmo», como las había descrito Napoleón Bonaparte. Las islas Åland eran puramente suecas cultural, étnica y lingüísticamente, pero en esa época no se tenían en cuenta dichos factores. A lo largo del siglo XIX, las islas también cayeron bajo el interés del Reino Unido, que después de la guerra de Crimea desmilitarizó la zona, de acuerdo a la Convención de Åland incluida en el Tratado de París de 1856. Durante la guerra de la Sexta Coalición, Rusia y Suecia se aliaron en contra del Imperio francés, el 5 de abril de 1812; planeaban desembarcar en la Pomerania Sueca, ocupada desde 1811 por los franceses. Rusia había prometido presionar a Dinamarca para que cediera Noruega a Suecia, y se daba por sentado que Gran Bretaña también participaría en el tratado, pero esto jamás sucedió. Otros planes no llegaron a realizarse por la Invasión napoleónica de Rusia. 